# Jean Habel
Jean Habel, né le 9 janvier 1988 à Montréal, est un comptable et homme politique québécois.
Il est député à l'Assemblée nationale du Québec de la circonscription de Sainte-Rose de 2014 à 2018 sous la bannière du Parti libéral du Québec.

## Biographie
Jean Habel est diplômé en administration des affaires de HEC Montréal et détient les titres de CPA et de CMA de l'Ordre des comptables professionnels agréés du Québec.
Il est élu député à l'Assemblée nationale du Québec lors des élections générales québécoises de 2014. Il représente la circonscription électorale de Sainte-Rose en tant que membre du Parti libéral du Québec.
Il est l'auteur du projet de loi n°693 : Loi modifiant la Loi sur la gouvernance des sociétés d’État afin de favoriser la présence de jeunes au sein des conseils d'administration des sociétés d'État. Les mesures proposées par la loi visent à ce que le gouvernement nomme sur le conseil d'administration de chaque société d'État au moins un membre âgé de 35 ans ou moins au moment de sa nomination.
Jean Habel est un membre fondateur du Réseau des jeunes parlementaires de l'Assemblée parlementaire de la Francophonie.
Il est aussi un membre fondateur du Cercle des jeunes parlementaires du Québec. Le projet du Cercle s'inscrit dans une volonté commune et non partisane afin de favoriser l'engagement public et l'implication en politique active d'individus âgés de 35 ans et moins.
Lors des élections d'octobre 2018, il est battu par le candidat caquiste
Christopher Skeete qui l'emporte par plus de 2 400 voix.
Il réside à Laval.

## Fonctions parlementaires[6]
Lors de son mandat, Jean Habel est adjoint parlementaire de la ministre du Développement durable, de l'Environnement et de la Lutte contre les changements climatiques et vice-président de la Commission de l'agriculture, des pêcheries, de l’énergie et des ressources naturelles. Il est également membre de la Commission des transports et de l'environnement, membre de la Commission des relations avec les citoyens, membre de la Commission de la culture et de l'éducation, membre de la Commission des finances publiques, membre de la Commission de la santé et des services sociaux, ainsi que membre du Bureau de l'Assemblée nationale. Il est aussi président de séance. 

## Fonction internationale
À l'international, il est vice-président de la Délégation de l'Assemblée nationale pour les relations avec les institutions européennes. 
Il est également membre de la Délégation de l'Assemblée nationale pour les relations avec : la Bavière, le Maroc, le Nouveau-Brunswick et la Confédération parlementaire des Amériques.

## Vie après la politique
En 2021, il est nommé nouveau directeur, Québec et Canada atlantique pour CanREA. 

## Résultats électoraux
|                                                                                             | Nom                   | Parti                | Nombre de voix | %      | Maj.  |
| ------------------------------------------------------------------------------------------- | --------------------- | -------------------- | -------------- | ------ | ----- |
|                                                                                             | Christopher Skeete    | Coalition avenir     | 13 491         | 36,8 % | 2 462 |
|                                                                                             | Jean Habel (sortant)  | Libéral              | 11 029         | 30,1 % | -     |
|                                                                                             | Marc-André Constantin | Parti québécois      | 5 309          | 14,5 % | -     |
|                                                                                             | Simon Charron         | Québec solidaire     | 5 082          | 13,9 % | -     |
|                                                                                             | Caroline Bergevin     | Vert                 | 923            | 2,5 %  | -     |
|                                                                                             | Benoit Blanchard      | Conservateur         | 423            | 1,2 %  | -     |
|                                                                                             | Alain Giguère         | NPD Québec           | 250            | 0,7 %  | -     |
|                                                                                             | Valérie Louis-Charles | Changement Intégrité | 110            | 0,3 %  | -     |
| Total                                                                                       | Total                 | Total                | 36 617         | 100 %  |       |
| Le taux de participation lors de l'élection était de 70 % et 546 bulletins ont été rejetés. |                       |                      |                |        |       |

|                                                                                               | Nom                      | Parti            | Nombre de voix | %      | Maj.  |
| --------------------------------------------------------------------------------------------- | ------------------------ | ---------------- | -------------- | ------ | ----- |
|                                                                                               | Jean Habel               | Libéral          | 16 520         | 42,2 % | 5 839 |
|                                                                                               | Suzanne Proulx (sortant) | Parti québécois  | 10 681         | 27,3 % | -     |
|                                                                                               | Domenico Cavaliere       | Coalition avenir | 9 413          | 24 %   | -     |
|                                                                                               | André da Silva Pereira   | Québec solidaire | 2 262          | 5,8 %  | -     |
|                                                                                               | Bruno Forget             | Option nationale | 269            | 0,7 %  | -     |
| Total                                                                                         | Total                    | Total            | 39 145         | 100 %  |       |
| Le taux de participation lors de l'élection était de 78,2 % et 614 bulletins ont été rejetés. |                          |                  |                |        |       |